# Nicolae Leonăchescu
Nicolae Leonăchescu (n. 9 iulie 1934, Stroești, România – d. 4 august 2019) a fost un profesor universitar, doctor inginer în termotehnică și  deputat român în legislaturile 1992–2004, ales în județul Argeș pe listele Partidului România Mare; pentru activitatea parlamentară deosebită i s-a conferit Ordinul Național Serviciul Credincios, în gradul de Cavaler.

## Carieră profesională și politică
În intervalul 10 decembrie 1957 - 15 septembrie 2001 a fost cadru didactic universitarː profesor (1977-2004) la Institutul de Construcții București, devenit ulterior Universitatea Tehnică de Construcții din București.
Doctor-inginer în Termodinamică tehnică și Doctor Honoris Causa al Universității din Craiova. A fost invitatul universităților din: Dresda (1971), Moscova (1977), Strasbourg (1991), Chambery (1994) și Chișinău (1991, 1994 și 2004).
Este autor de cărți în domeniile: termotehnică, istoria tehnicii și științei românești, reportaje de călătorie etc.
Fondator și președinte-executiv (1972-1992), al Societății Cultural-Științifice Stroești-Argeș ; idem, (1990-1998) al Societății Române a Termotehnicienilor.
Redactor-șef al revistei Termotehnica (1993-1998), director al periodicelor Stroeștenii (1994-2004) și Posada (1997-2004).
Laureat al Premiului Dimitrie Leonida în 1995 și al Premiului Special al Societății Române a Termotehnicienilor.

## Opere
- Premise istorice ale tehnicii moderne românești (2 ediții)
- Lacrimile Basarabiei
- Termotehnica, 3 ediții, (inclusiv culegerea de probleme și lucrări de laborator)
- Destine și proiecții
- Câmpul termic universal ; Inginerul Alexandru C. Beldie ; Inginerul Petrache C. Poenaru ; Inginerul Carol S. Caracioni-Crăciun;
- Stroești-Argeș, documente și mărturii (3 volume)
- Transferul căldurii între construcții și sol (2 volume)
- Personalități din Stroești-Argeș (3 ediții) etc.